# Арморика (террейн)

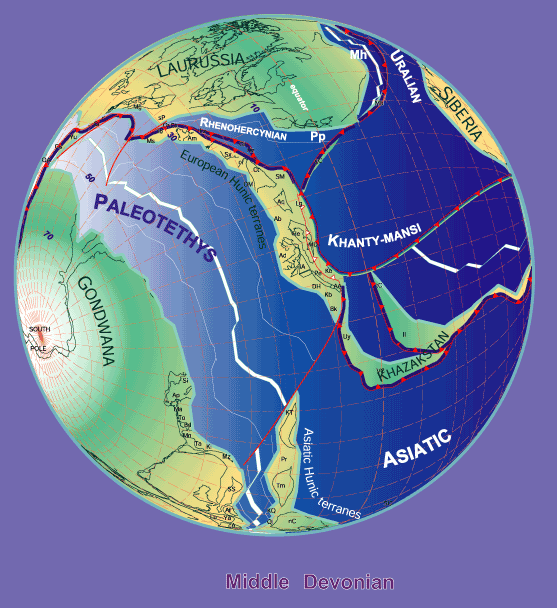
Реконструкція розташування континентів наприкінці девону, із зазначенням місцезнаходження Арморики (AM) у складі пропонованого супертеррейну Гун

Арморканський террейн на мапі Бретані та Нормандії

Арморика або Арморканський террейн — мікроконтинент або група континентальних фрагментів, які відкололися від Гондвани до кінця силуру і зіткнулися з Лавруссією до кінця карбону під час Герцинського орогенезу. Назва походить від Арморики, галльської назви для значної частини північно-західної Франції, яка включає Бретань, оскільки саме тут розташована основна частина цього террейну.

## Розташування
Основна частина армориканського террейну є підмурівком Бретані та Нормандських островів, частини Верхньої Нормандії, утворюючи Армориканський масив. Інші фрагменти цього террейну є підмурівком Вогез, Шварцвальду, Чеського масиву, і великої частини Піренейського півострова.

## Історія
Всі фрагменти, які складали Армориканський террейн, як вважають, спочатку входили до складу північної околиці Гондвани. Рифтогенез відбувся від кембрію до ордовика, хоча террейн був ще досить близько до Гондвани і зазнав Андо-Сахарське заледеніння під час пізнього ордовику. Повне відокремлення від Гондвани відбулося через рифтогенез, що утворив океан Палеотетіс, наприкінці силуру. У цей час Арморика була відокремлена від Лавразії океаном Реїкум. Реїкум закрився під час девону та раннього карбону, а океанічну кору субдуковано. Герцинський орогенез знаменує собою остаточне закриття Реїкуму; при цьому різні континентальні фрагменти, у тому числі Арморика, зіткнулися з Лавруссією до кінця карбону.